# Dangu (Eure)
Dangu település Franciaországban, Eure megyében. Lakosainak száma 542 fő (2022. január 1.). Dangu Bernouville, Chauvincourt-Provemont, Guerny, Neaufles-Saint-Martin, Noyers, Boury-en-Vexin és Courcelles-lès-Gisors községekkel határos.

## Népesség
A település népességének változása:
| Lakosok száma | 394  | 515  | 610  | 578  | 598  | 584  | 573  | 571  | 570  | 542  |
|               | 1968 | 1982 | 1990 | 2006 | 2013 | 2015 | 2017 | 2019 | 2020 | 2022 |